# Durenan (Durenan)
Durenan is een bestuurslaag in het regentschap Trenggalek van de provincie Oost-Java, Indonesië. Durenan telt 3462 inwoners (volkstelling 2010).